# Saison 2014 des Royals de Kansas City
La saison 2014 des Royals de Kansas City est la 46e saison en Ligue majeure de baseball pour cette franchise.
Les Royals mettent fin en 2014 à ce qui était la plus longue disette du baseball majeur en se qualifiant pour les séries éliminatoires pour la première fois en 29 ans et atteignent la Série mondiale 2014 en remportant leur premier championnat de la Ligue américaine depuis 1985. Ils perdent la Série mondiale en 7 parties devant les Giants de San Francisco.
Gagnant de 89 matchs contre 73 défaites en saison régulière, le club améliore sa fiche par trois victoires et, avec sa meilleure performance depuis 1989, prend le 2e rang de la division Centrale de la Ligue américaine, un seul match derrière les Tigers de Détroit. Se fiant surtout sur sa capacité à empêcher l'adversaire de marquer, Kansas City est la première équipe à se qualifier pour les éliminatoires après avoir terminé dernier du baseball majeur pour les circuits et les buts-sur-balles,. Le personnel de releveurs est particulièrement brillant, comme en témoignent la fiche de 65 victoires en 69 matchs de l'équipe lorsqu'elle mène au score pour amorcer la 7e manche, et les moyennes de points mérités de Wade Davis (1,00), Greg Holland (1,44) et Kelvin Herrera (1,41). Le 30 septembre 2014, les Royals remportent sur les A's d'Oakland le match de meilleur deuxième de la Ligue américaine lors du premier match éliminatoire joué à Kansas City depuis octobre 1985. Ils éliminent ensuite la meilleure équipe des majeures en saison régulière, les Angels de Los Angeles, pour passer en Série de championnat de la Ligue américaine, puis portent leur total de victoires consécutives à 8 dans ces éliminatoires en balayant les Orioles de Baltimore pour passer en Série mondiale.

## Contexte
Les Royals connaissent en 2013 leur meilleure saison depuis 1989. Leurs lanceurs remettent la meilleure moyenne de points mérités collective (3,45) de la Ligue américaine et leurs lanceurs de relève établissent un record de franchise avec une moyenne de points mérités de 2,55,. Une année 2013 de 86 victoires et 76 défaites, 14 matchs gagnés de plus qu'en 2012, assure aux Royals une première saison gagnante depuis 2003 et une deuxième seulement en 19 ans. Le club rate toutefois les séries éliminatoires pour une 28e année de suite en se classant troisième sur cinq équipes dans la division Centrale de l'Américaine, à 7 parties des meneurs et à seulement 5 parties et demie d'une qualification pour les matchs d'après-saison.

## Intersaison
Le 21 novembre 2013, les Royals obtiennent via le marché des agents libres le lanceur partant gaucher Jason Vargas qui, après avoir passé la dernière année chez les Angels de Los Angeles, rejoint Kansas City pour 4 saisons. Le 16 décembre suivant, le joueur de deuxième but Omar Infante, devenu agent libre après un séjour chez les Tigers de Détroit, signe lui aussi un contrat de 4 saisons avec les Royals.
Le 5 décembre 2013, Kansas City échange le lanceur de relève gaucher Will Smith aux Brewers de Milwaukee contre le voltigeur Norichika Aoki. Le 18 décembre, le joueur de troisième but Danny Valencia est acquis des Orioles de Baltimore en échange du voltigeur David Lough.
Le releveur droitier Felipe Paulino, qui a raté toute la saison 2013 des Royals après une opération au coude droit, devient agent libre et quitte pour les White Sox de Chicago. Le deuxième but Chris Getz rejoint les Blue Jays de Toronto et le troisième but Jamey Carroll rejoint les Nationals de Washington. Le lanceur partant droitier Ervin Santana et son collègue gaucher Bruce Chen voient aussi leurs contrats avec les Royals se terminer. Le receveur à temps partiel George Kottaras est cédé aux Cubs de Chicago.
Rejoignent les Royals sur des contrats des ligues mineures pour le printemps 2014 : le deuxième but Jason Donald et les releveurs droitiers Guillermo Mota et Cory Wade.

## Calendrier pré-saison
L'entraînement de printemps 2014 des Royals se déroule du 27 février au 29 mars.

## Saison régulière
La saison régulière de 162 matchs des Royals débute le 31 mars par une visite aux Tigers de Détroit et se termine le 28 septembre suivant. Le premier match local au Kauffman Stadium de Kansas City est disputé le 4 avril contre les White Sox de Chicago.

### Classement
| Ligue américaine (Division Centrale) | V  | D  | %    | Diff. | Diff. (séries) |
| ------------------------------------ | -- | -- | ---- | ----- | -------------- |
| Tigers de Détroit                    | 90 | 72 | ,556 | -     | -              |
| Royals de Kansas City                | 89 | 73 | ,549 | 1     | +1             |
| Indians de Cleveland                 | 85 | 77 | ,525 | 5     | 3              |
| White Sox de Chicago                 | 73 | 89 | ,451 | 17    | 15             |
| Twins du Minnesota                   | 70 | 92 | ,432 | 20    | 18             |

### Mai
- 29 mai : Plombés par des difficultés à l'attaque, les Royals mutent leur instructeur de troisième but Dale Sveum au poste d'entraîneur des frappeurs à la place de Pedro Grifol, qui a désormais la responsabilité des receveurs[28].
- 11 août : Les Royals cèdent Josh Adam, un jeune lanceur droitier des ligues mineures, aux Twins du Minnesota afin d'acquérir le voltigeur Josh Willingham[29].

### Septembre
- 26 septembre : Avec une victoire sur les White Sox à Chicago, les Royals se qualifient pour les séries éliminatoires pour la première fois depuis 1985, mettant fin à une disette de 29 années, la plus longue du genre dans les majeures[30].